# Margarita Tecpoyotl Torres
Margarita Tecpoyotl Torres (Cholula, Puebla) es una científica mexicana de origen indígena especializada en electrónica. Es profesora investigadora en la Universidad Autónoma del Estado de Morelos (UAEM). Cuenta con cuatro títulos de patente y dos marcas, así como seis certificados de registro público de derechos de autor. Su principal línea de investigación se enfoca en el diseño de dispositivos microelectromecánicos. Junto con su grupo de investigación desarrollaron una antena para televisión abierta de dimensiones reducidas, la cual obtuvo diversos premios y reconocimientos a nivel mundial.

## Trayectoria académica
Estudió las licenciaturas de matemáticas y electrónica en la Benemérita Universidad Autónoma de Puebla (BUAP), obteniendo el grado en matemáticas en 1991. En 1997 obtuvo la maestría y en 1999 el doctorado en electrónica, ambos por el Instituto Nacional de Astrofísica, Óptica y Electrónica.
Desde 1999 labora en el Centro de Investigación en Ingeniería y Ciencias Aplicadas de la Universidad Autónoma del Estado de Morelos como Profesora-Investigadora titular, nivel C. Desde ese mismo año es miembro del Sistema Nacional de Investigadores, primero como candidata y posteriormente como nivel 1.
En 2001 y 2003 realizó una estancia de investigación en la Universidad de Brístol, en el Centro de Investigación en Manejo Ambiental y Climático (Weather and Environmental Management Research Center) trabajando en el antenas y sistemas de radar. En 2012 tomó un año sabático en el Centro de Ciencias Aplicadas y Desarrollo Tecnológico de la Universidad Nacional Autónoma de México (UNAM).

## Carrera científica
Como docente ha sido responsable y co-responsable de la creación de programas de maestría y doctorado en ingeniería y ciencias aplicadas, así como de la maestría y especialización en comercialización de conocimientos innovadores. Éstos programas se imparten en la UAEM y forman parte del Programa Nacional de Posgrados de Calidad del CONACYT.
En 2014 se convirtió en co-fundadora de la empresa INNTECVER, incubada en por la oficina de transferencia de conocimientos de la UAEM. Empresa reconocida por el Consejo Consultivo de Ciencias. 
Sus principales líneas de investigación son el diseño de dispositivos microelectromecánicos, así como el diseño de antenas para diversas aplicaciones. Uno de sus desarrollos tecnológicos consiste en un sistema para detectar tremores manuales de naturaleza convulsiva y ritmo cardiaco. Junto con su equipo de trabajo desarrollaron una antena dual en dimensiones reducidas que captura señales de televisión abierta.

### Antena de televisión de dimensiones reducidas
Su equipo de trabajo desarrolló y patentó la antena para televisión más pequeña del mundo. La antena mide 11 cm de largo, 6.5 cm  de ancho y 6 mm de grosor; además pesa 80 gramos y no requiere de alimentación eléctrica ni amplificador. Dicho instrumento puede utilizarse tanto para televisión abierta como digital; en el caso de televisión abierta sólo necesita un decodificador, y para televisión digital, el cable coaxial.
Los recubrimientos en la antena permiten aumentar la potencia de recepción sin aumentar el tamaño del dispositivo, además de que hacen posible su utilización en interiores y exteriores, fijándola en el techo con una orientación específica. Las pruebas de funcionamiento registraron una captación de 70 canales en California, y 28 canales en la Ciudad de México.

## Premios y distinciones
Su trayectoria profesional y trabajos de investigación han sido reconocidos en múltiples ocasiones. 
En 2018 obtuvo financiamiento para el proyecto Diseño, análisis e implementación de novedosos dispositivos MEM inerciales y electrofototérmicos. Esto como parte de la convocatoria de Investigación Científica Básica del CONACYT.
Es miembro de la Sociedad Internacional de Óptica y Fotónica (The International Society for Optics and Photonics - SPIE) desde 2020.
Particularmente, su trabajo en el desarrollo de una antena de dimensiones reducidas para televisión ha sido reconocido en diversas ocasiones. En 2013 obtuvo el primer lugar en el Bootcamp Potencial UAEM organizado por la UAEM y la aceleradora de empresas mexicanas de base tecnológica TechBA, lo que le permitió presentar su proyecto en Silicon Valley. Este trabajo también fue reconocido como una historia de éxito por la empresa Altair. En 2015 este desarrollo tecnológico fue elegido para participar en el programa Leaders in Innovation Fellowship, organizador por la Academia Real de Ingeniería de la Gran Bretaña y la Newton Foundation, y obteniendo el tercer lugar entre los proyectos mexicanos presentados.

## Producción científica
Cuenta con más de 100 artículos de investigación científica, los cuales han sido citados más de 300 veces en revistas internacionales. Además ha sido revisora en revistas científicas como Sensors, Applied Computational Electromagnetics Society Journal, Actuators, y Research Journal of Physical and Applied Science. Es también integrante del grupo de editores académicos del Asian Journal of Environment & Ecology.

### Publicaciones destacadas
Entre sus publicaciones más importantes se encuentran:
- Design of MEMS vertical–horizontal chevron thermal actuators. J Varona, M Tecpoyotl-Torres, AA Hamoui. Sensors and actuators A: Physical 153 (1), 127-130.
- Analysis of DC electrical conductivity models of carbon nanotube-polymer composites with potential application to nanometric electronic devices. R Vargas-Bernal, G Herrera-Pérez, M Calixto-Olalde, M Tecpoyotl-Torres. Journal of Electrical and Computer Engineering 2013.
- Individual patch antenna and antenna patch array for Wi-Fi Communication. JG Vera-Dimas, M Tecpoyotl-Torres, P Vargas-Chable, JA Damián-Morales, J Escobedo-Alatorre, S Koshevaya. Center for Research of Engineering and Applied Sciences (CIICAp), Autonomous University of Morelos State (UAEM).
- Modeling of MEMS thermal actuation with external heat source. J Varona, M Tecpoyotl-Torres, AA Hamoui. Electronics, Robotics and Automotive Mechanics Conference (CERMA 2007), 591-596.
- Pentagonal microstrip antenna equivalent to a circular microstrip antenna for GPS operation frequency. MT Torres. Programación Matemática y Software.

### Patentes
Su investigación la ha llevado a tener cuatro patentes registradas ante el Instituto Mexicano de la Propiedad Industrial.
| Título de patente                                                                                       | Número de patente | Inventores                                                                       | Otros datos |
| --- | ----------------- | -------------------------------------------------------------------------------- | --- |
| Microespejo con actuador térmico integrado.                                                             | 295373            | Jorge Varona Salazar Margarita Tecpoyotl Torres Hanas Hamoui                     | CPC: IPC: H01L21/033 Número de registro: 4676826 3 Número de folio: MX /A/2008/014210                                             |
| Microactuador térmico para desplazamiento horizontal o vertical con desempeño termomecánico optimizado. | 295737            | Jorge Varona Salazar Margarita Tecpoyotl Torres Hanas Hamoui                     | CPC: IPC: G02B26/00 Physics-Optics) Número de registro: 4676825 5 Número de folio: MX /A/2008/014209                              |
| Antena dual de microtira para televisión abierta para uso en exteriores.                                | 331116            | Margarita Tecpoyotl Torres Jorge Alberto Damián Morales José Gerardo Vera Dimas. | CPC: IPC: H01Q9/04 ELECTRICITY-BASIC ELECTRIC ELEMENTS Número de folio: MX /E/2012/005321                                         |
| Antena dual para televisión abierta de dimensiones reducidas.                                           | 331117            | Margarita Tecpoyotl Torres José Gerardo Vera Dimas                               | CPC: IPC: H01Q9/04 ELECTRICITY-BASIC ELECTRIC ELEMENTS Número de Expediente: MX /a/2012/005322 Número de folio: MX /E/2012/035148 |

Además, cuenta con dos marcas y seis certificados del registro público de derechos de autor.